# Thorild Olsson
Thorild Olsson (David Thorild Olsson; * 26. November 1886 in Göteborg; † 19. März 1934 ebenda) war ein schwedischer Mittel- und Langstreckenläufer.
Beim Mannschaftsrennen über 3000 m der Olympischen Spiele 1912 in Stockholm kam er als Zweiter ins Ziel und gewann mit dem schwedischen Team Silber. Über 5000 m schied er im Vorlauf aus.
1909 und 1911 wurde er nationaler Vizemeister über 1500 m, 1909 im Crosslauf.

## Persönliche Bestzeiten
- 1500 m: 4:07,4 min, 24. September 1911, Göteborg
- 5000 m: 15:25,2 min, 9. Juli 1912, Stockholm

## Weblinks

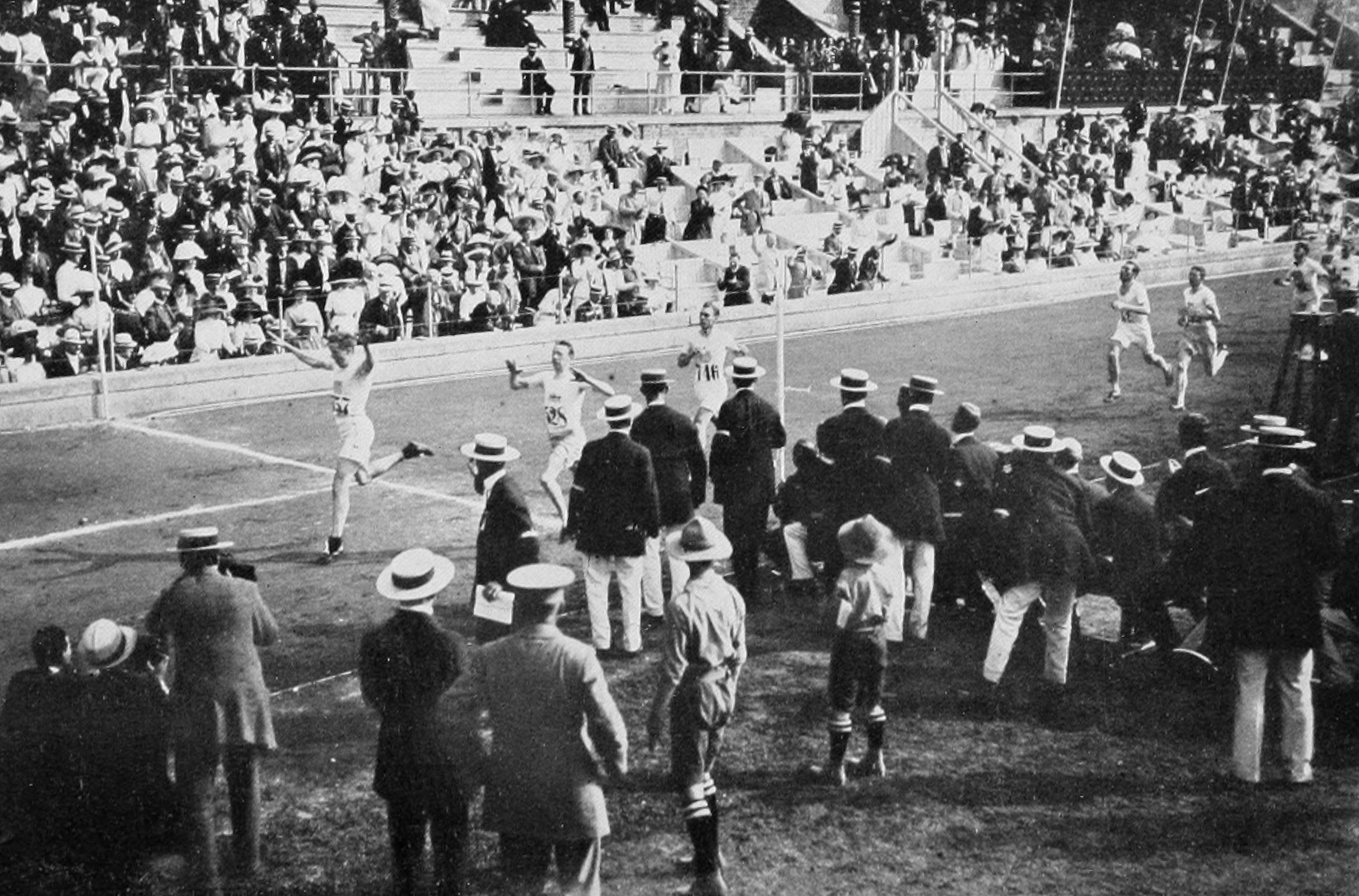
Zieleinlauf des Mannschaftsrennens:
Olsson (2.v.r.) hinter Berna (USA) und vor Taber (USA)